# Gonzalo Higuaín
Gonzalo Gerardo Higuaín (* 10. prosince 1987 Brest), přezdívaný El Pipita (česky též Pipita), je bývalý argentinský fotbalový útočník. Jako fotbalista upřednostňoval pravou nohu.
Gonzalo Higuaín je trojnásobným vítězem španělské ligy, a to za roky 2007, 2008 a 2012, vítězem španělského poháru (2010/11) a vítězem španělského Superpoháru za roky 2008 a 2012. Se SSC Neapol vyhrál v sezoně 2013/14 italský pohár a v sezoně 2014/15 italský Superpohár.

## Život
Gonzalo Higuaín se narodil v Brestu ve Francii argentinskému fotbalistovi Jorge Higuaínovi. Ačkoliv měl francouzské státní občanství, když mu bylo 10 měsíců, přestěhoval se s rodiči do Argentiny. Stejně jako jeho otec i on se stal fotbalistou. Už od mládežnických let Argentinu reprezentuje. Do Francie se znovu přestěhoval v roce 1998, když bylo fotbalové mistrovství světa.

## Klubová kariéra
V roce 2004 začal hrát jako útočník za slavný argentinský fotbalový velkoklub CA River Plate, již v roce 2006 byl vyhlášen za „objev roku“, díky čemuž získal dres s číslem 9, což bývá u fotbalových útočníků velmi oblíbené číslo. Na konci roku podepsal smlouvu o přestupu z River Plate do španělského Realu Madrid. V roce 2007 získal argentinské státní občanství (měl tedy dvojité).

### Real Madrid
V lednu 2007 také za 13 milionů eur (v přepočtu více než 300 milionů korun českých) do Realu Madrid přestoupil a ačkoliv v Realu Madrid působil jen jako náhradník, brzy se zde stal jedním z nejvýznamnějších útočníků a podle některých odborníků zde zastoupil Hernána Crespa. Přestupem získal dres s číslem 20. První gól za Real Madrid dal brankáři Leo Francovi z domácího týmu Atlético Madrid v zápase La Ligy. Jeho zřejmě nejvýznamnějším zápasem sezóny bylo utkání Realu Madrid a RCD Espanyolu na fotbalovém stadionu Santiaga Bernabéa, kdy Real po počátečních neúspěších vyrovnal z 1:3 pro Espanyol na 3:3 a Higuaín dal čtvrtý, vítězný gól Realu, a Real tak s konečným výsledkem 4:3 zvítězil. Poslední zápas sezóny odehrál Real proti Mallorce a díky Higuaínovi ho vyhrál 3:1 a získal třicetiligový titul. Higuaín se také stal klíčovým útočníkem v reprezentaci La Albiceleste (tzn. Argentinská fotbalová reprezentace). Ve španělské fotbalové lize v roce 2009 získal místo v základní sestavě Realu Madrid. V lize měl velký úspěch, dal dokonce o jeden gól víc než jeho proslulejší kolega Cristiano Ronaldo a stal se druhým nejlepším střelcem sezony (hned po slavnějším Lionelu Messim z klubu Barcelona). Díky jeho úspěchům o něj začaly mít zájem i jiné velkokluby, např. londýnská Chelsea FC ho chtěla odkoupit až za sumu (v přepočtu na koruny české) přibližně 850 milionů Kč. Higuaín ale raději prodloužil smlouvu s Realem Madrid až do roku 2016.

### SSC Neapol
V červenci 2013 přestoupil do italského klubu SSC Neapol za odhadovanou částku 40 mil. eur. 6. listopadu 2013 vstřelil 2 góly francouzskému týmu Olympique de Marseille v základní skupině Ligy mistrů, Neapol vyhrála 3:2. S Neapolí ale nepostoupil ze základní skupiny F do vyřazovacích bojů Ligy mistrů 2013/14, italský tým v ní obsadil třetí místo, přestože měl stejný počet bodů (12) jako první Borussia Dortmund a druhý Arsenal FC. V posledním utkání skupiny 11. prosince 2013 vstřelil gól proti Arsenalu a přispěl tak k vítězství 2:0, které na postup nestačilo (SSC potřebovalo vstřelit ještě 1 gól). V sezóně 2013/14 vyhrál s SSC Neapol italský pohár Coppa Italia, ve finále SSC porazil Fiorentinu 3:1.
Neapoli se nepodařilo proniknout do základní skupiny Ligy mistrů UEFA 2014/15, Higuaín se tak představil v základní skupině I Evropské ligy, kde se kampánský tým střetl s AC Sparta Praha (Česko), ŠK Slovan Bratislava (Slovensko) a BSC Young Boys (Švýcarsko). V utkání 2. října 2014 proti Slovanu při výhře 2:0 vstřelil druhý gól utkání prakticky ihned po příchodu na hřiště. 

22. prosince 2014 získal s Neapolí italský Superpohár po výhře v penaltovém rozstřelu nad Juventusem, hrálo se v katarském Dauhá. Higuaín vstřelil v zápase oba góly svého týmu a proměnil svoji penaltu.
V sezóně 2015/2016 se mu podařilo nastřílet v italské lize 36 branek, čímž překonal ligový rekord v počtu nastřílených gólů za jednu sezónu.

### Juventus FC
Po rekordní sezóně se o Higuaina začaly zajímat nejlepší světové kluby. Nakonec jej získal italský mistr Juventus, který musel Neapoli zaplatit jeho výkupní klauzuli v hodnotě 90 miliónů eur, což z něj činí druhého nejdražšího hráče v historii italské ligy. Higuain podepsal se svým novým zaměstnavatelem pětiletý kontrakt.

## Reprezentační kariéra
Když bylo Mistrovství světa ve fotbale 2010, dlouho se nemohl rozhodnout, za kterou zemi bude hrát. Otec ho přemlouval, ať hraje za Francii. Když však zbývaly podlední dva kvalifikační zápasy, dostal nabídku od trenéra Diega Maradony, aby hrál za Argentinu. Gonzalo Higuaín se tedy rozhodl pro Argentinu. 17. června 2010 dal v předposledním zápase po vlastním gólu jihokorejského útočníka Pak Čchu Jonga hattrick Korejské republice (Higuaín dal první gól hlavou, druhý a i při třetím dorazil střelu Lionela Messiho), čímž otočil výsledek z 1:1 na vítězných 4:1 pro svůj tým. Zajistil tak Argentině postup ze skupiny a stal se nejlepším hráčem MS ve fotbale za rok 2010.
Kvůli jeho dobré mušce o něm brazilský fotbalista Kaká řekl, že Higuaín je „jediný pravý Galáctico“.
22. března 2013 nastoupil v kvalifikačním zápase v Buenos Aires proti Venezuele, střetnutí skončilo vítězstvím domácí Argentiny 3:0. Higuaín vstřelil 2 góly.
Trenér Alejandro Sabella jej vzal na Mistrovství světa 2014 v Brazílii.
Ve čtvrtfinále s Belgií (1:0) vstřelil v 8. minutě vítězný gól. Ve finále s Německem Argentina prohrála 0:1 v prodloužení a získala stříbrné medaile.

## Přestupy
- z CA River Plate do Real Madrid za 12 000 000 Euro
- z Real Madrid do SSC Neapol za 39 000 000 Euro
- z SSC Neapol do Juventus FC za 90 000 000 Euro
- z Juventus FC do AC Milan za 10 200 000 Euro (půlroční hostování)
- z Juventus FC do Chelsea FC za 7 800 000 Euro (půlroční hostování)

## Statistiky
| Sezóna  | Klub           | Liga             | Liga   | Liga | Ligové poháry | Ligové poháry | Ligové poháry | Kontinentální poháry | Kontinentální poháry | Kontinentální poháry | Celkem | Celkem |
| Sezóna  | Klub           | Soutěž           | Zápasy | Góly | Soutěž        | Zápasy        | Góly          | Soutěž               | Zápasy               | Góly                 | Zápasy | Góly   |
| ------- | -------------- | ---------------- | ------ | ---- | ------------- | ------------- | ------------- | -------------------- | -------------------- | -------------------- | ------ | ------ |
| 2004/05 | CA River Plate | Primera División | 4      | 0    | -             | 0             | 0             | PO                   | 0                    | 0                    | 4      | 0      |
| 2005/06 | CA River Plate | Primera División | 14     | 5    | -             | 0             | 0             | PO                   | 4                    | 2                    | 18     | 7      |
| 2006/07 | CA River Plate | Primera División | 17     | 8    | -             | 0             | 0             | CS                   | 2                    | 0                    | 19     | 8      |
| 2007    | Real Madrid    | Primera División | 19     | 2    | ŠP            | 2             | 0             | LM                   | 2                    | 0                    | 23     | 2      |
| 2007/08 | Real Madrid    | Primera División | 25     | 8    | ŠP+ŠS         | 4+0           | 1+0           | LM                   | 5                    | 0                    | 34     | 9      |
| 2008/09 | Real Madrid    | Primera División | 34     | 22   | ŠP+ŠS         | 2+1           | 1+1           | LM                   | 7                    | 0                    | 44     | 24     |
| 2009/10 | Real Madrid    | Primera División | 32     | 27   | ŠP            | 1             | 0             | LM                   | 7                    | 2                    | 40     | 29     |
| 2010/11 | Real Madrid    | Primera División | 17     | 10   | ŠP            | 2             | 1             | LM                   | 6                    | 2                    | 25     | 13     |
| 2011/12 | Real Madrid    | Primera División | 35     | 22   | ŠP+ŠS         | 5+2           | 1+0           | LM                   | 12                   | 3                    | 54     | 26     |
| 2012/13 | Real Madrid    | Primera División | 28     | 16   | ŠP+ŠS         | 5+2           | 0+1           | LM                   | 9                    | 1                    | 44     | 18     |
| 2013/14 | SSC Neapol     | Serie A          | 32     | 17   | IP            | 5             | 2             | LM+EL                | 5+4                  | 4+1                  | 46     | 24     |
| 2014/15 | SSC Neapol     | Serie A          | 37     | 18   | IP+IS         | 4+1           | 1+2           | LM+EL                | 2*+14                | 1*+7                 | 58     | 29     |
| 2015/16 | SSC Neapol     | Serie A          | 35     | 36   | IP            | 2             | 0             | EL                   | 5                    | 2                    | 42     | 38     |
| 2016/17 | Juventus FC    | Serie A          | 38     | 24   | IP+IS         | 5+1           | 3+0           | LM                   | 12                   | 5                    | 55     | 32     |
| 2017/18 | Juventus FC    | Serie A          | 35     | 16   | IP+IS         | 4+1           | 2+0           | LM                   | 10                   | 5                    | 50     | 23     |
| 2018/19 | AC Milán       | Serie A          | 15     | 6    | IP+IS         | 1+1           | 0+0           | EL                   | 5                    | 2                    | 22     | 8      |
| 2019    | Chelsea FC     | Premier League   | 14     | 5    | FA Cup+ALP    | 2+1           | 0+0           | EL                   | 1                    | 0                    | 18     | 5      |
| 2019/20 | Juventus FC    | Serie A          | ?      | ?    | IP+IS         | ?+?           | ?+?           | LM                   | ?                    | ?                    | ?      | ?      |
| Celkově | Celkově        | Celkově          | 421    | 242  | -             | 53            | 16            | -                    | 112                  | 37                   | 496    | 295    |

Poznámky
- i s předkolem.

## Úspěchy

### Klubové
- 3× vítěz španělské ligy (2006/07, 2007/08, 2011/12)
- 2× vítěz italské ligy (2016/17, 2017/18)
- 1× vítěz španělského poháru (2010/11)
- 3× vítěz italského poháru (2013/14, 2016/17, 2017/18)
- 2× vítěz španělského superpoháru (2008, 2012)
- 1× vítěz italského superpoháru (2014)
- 1× vítěz Evropské ligy (2018/19)

### Reprezentační
- 3× účast na MS (2010, 2014 – stříbro, 2018)
- 3× účast na CA (2011, 2015 – stříbro, 2016 – stříbro)

### Individuální
- 2× v sestavě sezony EL (2013/14, 2014/15)
- 1× nejlepší střelec italské ligy (2015/16)
- 1× nejlepší střelec EL (2015/16)
- Tým roku Serie A – 2013/14,[18] 2015/16,[19] 2016/17[20]
- Nejlepší jedenáctka podle ESM – 2015/16[21]